# 김지숙 (1237년)
김지숙(金之淑, 1237년 ~ 1310년)은 고려 후기의 문신이다. 본관은 화평(化平)이다. 고려의 문신인 김속명은 그의 손자이다. 원종 때에 장군이 되어 삼별초의 난 때 삼별초를 토벌하다가 잡혀 진도로 압송되었다. 승화후 덕에 목숨을 건진 뒤 적의 정세를 알려 삼별초를 토벌하였다. 이 공로로 부지밀직사사에 올랐으며, 1290년에 전라도도지휘사를 거쳐 판밀직사사가 되었다. 그 후 판삼사사가 되었고, 1295년에는 성절사가 되어 원나라에 다녀왔다. 또한 1296년에는 지도첨의사사, 1300년에는 도첨의찬성사 판감찰사사, 1308년에는 동지광정원사 참지기무가 되었다. 1310년에는 첨의중찬이 된 뒤 얼마 후에 벼슬에서 물러났다. 그 이후 74세의 나이로 별세하였다.